# 栗坂南美
栗坂 南美（くりさか みなみ、10月15日 - ）は、日本の女性声優。千葉県出身。ケンユウオフィス準所属。

## 来歴
日本工学院専門学校、talk back卒業。

## 人物
特技は詩吟。趣味はお菓子作り。

## 出演
太字はメインキャラクター。

### テレビアニメ
2019年
- XL上司。（鈴木、彼女）

2020年
- ブラッククローバー（ラミー、少年、魔女、少女）
- 彼女、お借りします（2020年 - 2025年、川中裕希、カフェ店員、女子高生、劇場スタッフ、店員 他） - 4シリーズ

2021年
- 怪病医ラムネ（由美、女子、ニュースキャスター、案内、氷詩）
- 回復術士のやり直し

2022年
- シャドウバースF（男の子）
- BIRDIE WING -Golf Girls' Story-（佐藤仁美）
- 継母の連れ子が元カノだった（幼児、ガヤ）
- 勇者パーティーを追放されたビーストテイマー、最強種の猫耳少女と出会う（子供B、女の子、女B、女性、部下B 他）

2023年
- ヴィンランド・サガ（トーラ）
- 【推しの子】（アイドル）
- THE MARGINAL SERVICE（通行人）
- 夢見る男子は現実主義者（笹木風香）
- 私の推しは悪役令嬢。（ピピ＝バルリエ、レレア、生徒）
- SHY（子供）
- はめつのおうこく（五番ノ市、OL）

2024年
- 出来損ないと呼ばれた元英雄は、実家から追放されたので好き勝手に生きることにした（リーズ）
- THE NEW GATE（クア）
- 戦隊大失格（女性隊員）
- トリリオンゲーム（2024年 - 2025年、同僚、女子学生）
- アオのハコ

2025年
- しまじろうのわお!（モコ）
- ちょっとだけ愛が重いダークエルフが異世界から追いかけてきた（菜月）

### 劇場アニメ
- ブラッククローバー 魔法帝の剣（2023年、魔王騎士団団員）

### Webアニメ
- Plott (2019年 - )[16]
  - 混血のカレコレ (ヒサメ、 ボティス、アヌビス 他) - 他9作品[一覧 2]
  - テイコウペンギン (ナレーション)
- 七ヶ浜でみつけた（2021年、ミチル）
- おでかけ子ザメ（2023年 - 2024年、お姉さん、かえるちゃん、わたるくん、妹ちゃん、あおいちゃん、子ガモ、あおいとり、子ども達、子ども、飼い主、ナレーション②、司会のお姉さん、鳥、男の子、レポーター、リス、子犬、子ビーバーA、女の子、チアガール）
- カイリューとゆうびんやさん（2025年、ワンパチ）

### ゲーム
2019年
- 女子プロレス大戦リング☆ドリーム（東真夕）

2021年
- オリエント・アルカディア（華佗）
- 蒼藍の誓い ブルーオース（ヴァンガード、フィウメ）
- ガールズXバトル2（アウラ）
- さくらの雲*スカアレットの恋 (メリッサ）
- 宮ノ計（花布西施、秀蓮、黄夫人 他）

2024年
- ファイナルファンタジーVII リバース
- 百英雄伝 (パキア）
- アズールレーン（エペ）

2025年
- ヘブンバーンズレッド（ジルダ）

2025年
- タワー オブ セイバーズ（無調のハーモニー モーツァルト）

### 吹き替え

#### 映画
- ウィキッド ふたりの魔女[20]
- カポネ（モナリザ、ベルタ 他）
- ニュー・ミュータント（アンヤ）
- POWER/パワー ブックIII: レイジング・カナン（ニコール）

#### ドラマ
- アンブレラ・アカデミー シーズン3（フェイ〈ブリトニー・オールドフォード〉）
- 凍てつく楽園（サラ、アンデシュ息子 他）
- エイリアニスト（クララ）
- おくびょうねこな私たち（ブレイン〈ビオラ・エイブリー〉）
- ドクター・デス 死を呼ぶ医者（院内アナ 他）
- ノクドゥ伝〜花に降る月明り〜（ファス〈イ・ジュビン〉）
- ハイ・フィデリティ（ジェシカ）
- ビカミング・ア・ゴッド（リナ、妹、ブリッジス妻 他）

#### アニメ
- アイドルプリンセス★ロリロック
- アングリーバード:クレイジー・サマーキャンプ（ロビン）
- ヒーマンとマスターズ・オブ・ユニバース（ジャスティン）
- ラスト・キッズ・オン・アース（ティファニー、グローブル）

### ナレーション
- サウジアラビア アニメエキスポ 告知ナレーション
- 昭和音楽大学
- ロッテ ZEROアイスweb動画

### ボイスオーバー
- 奇跡体験!アンビリバボー
- フィギュア新時代女王ザギトワ引退騒動の真実 トゥクタミシェワ

### その他コンテンツ
- いただきハイジャンプ
- ジャンプチャンネル
  - Reプレイボール（伊吹天花）
  - SAKAMOTO DAYS（ナカセ巡査）
- エースこみっくチャンネル
  - ドM女子とがっかり女王様（久米川みすず）
  - 朝起きたら女の子になっていた男子高校生たちの話（教頭〈女〉）
- YOASOBI はじめてのCM企画

## ディスコグラフィ

### キャラクターソング
| 発売日        | 商品名           | 歌                 | 楽曲                 | 備考                                  |
| ------------- | ---------------- | ------------------ | -------------------- | ------------------------------------- |
| 2023年1月12日 | ブルーダイアリー | ヒサメ（栗坂南美） | 「ブルーダイアリー」 | YouTubeアニメ『混血のカレコレ』関連曲 |

### シリーズ一覧
1. ↑  第1期（2020年）、第2期（2022年）、第3期（2023年）、第4期（2025年）
2. ↑  『テイコウペンギン』、『全力回避フラグちゃん!』 、『秘密結社ヤルミナティー』 、『円満解決!閻魔ちゃん』、『ブラックチャンネル 』、『太鼓の達人アニメば〜じょん！』、『P!eceぴーす【公式】』、『私立パラの丸高校』、『ハンドレッドノート』